# Hypospila signipalpis
Hypospila signipalpis là một loài bướm đêm trong họ Noctuidae.